# マイク・ジョーンズ (サッカー審判員)
マイク・ジョーンズ(Michael J. Jones、1968年4月18日 - )は、イングランド・チェシャー出身のサッカー審判員。チェシャー・カントリー・フットボール・アソシエーションに所属している。
1997年にフットボールリーグで審判員を始め、2008年にはセレクト・グループ・レフェリーに昇格し、プレミアリーグの審判を務めている。

## 経歴
1997年にフットボールリーグの審判員に昇格すると、マンスフィールド・タウンFC対ハル・シティAFC戦で初めての主審を務めた。
ウェンブリースタジアムが会場の試合としては2007年のフットボールリーグ2のプレーオフ最終戦が初である。
その試合はブリストル・ローヴァーズFCがシュルーズベリー・タウンFCを3対1で下しているが、
後半残り１分にシュールズベリーのマーク・ティアニーに対して2枚目のイエローカードを提示し退場処分を下した。
ティアニーは新しいウェンブリースタジアムにおける二人目の退場者となった。
2008年にセレクト・グループ・レフェリーに昇格したことでプレミアリーグの主審を務められるようになった。トップリーグでの初の試合はハル・シティ対ウィガン・アスレティックFCである。
ウェンブリースタジアムで行われた2009年のFAカップ決勝の主審を務めた。
2012年のFAカップ決勝ではフィル・ダウド主審の元で第4の審判を務めた。

## 話題となった判定
2009年10月のサンダーランドAFC対リバプールFC戦の前半開始5分に右サイドからのクロスのこぼれ球にペナルティーエリア内の左側で反応したダレン・ベントが右足で放ったシュートは紛れ込んだビーチボールに直撃したがボールはゴールに吸い込まれた。
本来はサッカー競技規則の元では外部から入った障害物に当たった場合はドロップボールでの再開となるべきだったが、ジョーンズはそのままゴールを認めてしまった。
なおその赤色のビーチボールにはリバプールのロゴマークが入っており、原因を作ったのはアディダスの紺色のジャージを着てリバプールサイドに座っていた少年である。（当時のリバプールのユニフォームスポンサーはアディダス）またその少年が意図的にビーチボールをパンチングでフィールドに入れたシーンはテレビカメラで収められており、各国のスポーツニュースで取り上げられた。さらに少年がリバプールサポーターであったことはゴール判定後にアップで写された喜んでいないどころか泣きそうな表情からも察することが可能であった。この誤審に対してリバプールから公に抗議はなかったが、ジョーンズは1週間の降格処分を受けている。
2012年9月のエバートンFC対ニューカッスル・ユナイテッドFC戦で2つのゴールを誤審によって認めなかった。

## 逸話
2013年12月のニューカッスル・ユナイテッドFC対サウサンプトンFC戦の後半にニューカッスルのムサ・シソコの右手がジョーンズの顔面を直撃し、一時は倒れこんでしまったが、治療後に試合を続行した。

## 統計
| シーズン | 試合 | 全  | 平均 | 全 | 平均 |
| -------- | ---- | --- | ---- | -- | ---- |
| 1997/98  | 29   | 68  | 2.34 | 2  | 0.07 |
| 1998/99  | 33   | 82  | 2.48 | 4  | 0.12 |
| 1999/00  | 38   | 82  | 2.16 | 5  | 0.13 |
| 2000/01  | 34   | 68  | 2.00 | 10 | 0.29 |
| 2001/02  | 36   | 111 | 3.08 | 9  | 0.25 |
| 2002/03  | 30   | 76  | 2.53 | 3  | 0.10 |
| 2003/04  | 33   | 103 | 3.12 | 8  | 0.24 |
| 2004/05  | 37   | 88  | 2.38 | 7  | 0.19 |
| 2005/06  | 39   | 109 | 2.79 | 5  | 0.13 |
| 2006/07  | 41   | 160 | 3.90 | 12 | 0.29 |
| 2007/08  | 45   | 134 | 2.98 | 7  | 0.15 |
| 2008/09  | 38   | 110 | 2.89 | 6  | 0.16 |
| 2009/10  | 33   | 110 | 3.33 | 5  | 0.15 |
| 2010/11  | 35   | 119 | 3.40 | 6  | 0.17 |
| 2011/12  | 33   | 112 | 3.39 | 9  | 0.27 |
| 2012/13  | 31   | 85  | 2.74 | 3  | 0.10 |

全コンペティションの統計を用いています。1997/98以前のデータはありません。